# فتحية عمايمية
فتحية عمايمية هي لاعبة بارالمبية تونسية قصيرة القامة وُلدت في 5 سبتمبر 1989، وشاركت في سباقات المضمار والميدان حيث تنافس عادةً في الفئة F41 من منافسات ألعاب القوى في ألعاب دفع الجلة ورمي القرص ورمي الرمح.

## المشاركات والميداليات
شاركت فتحية عمايمية في عام 2013 في بطولة العالم لألعاب القوى لذوي الاحتياجات الخاصة التي أقيمت في مدينة ليون في فرنسا، وتمكنت فيها من إحراز الميدالية الفضية في منافسات رمي القرص للسيدات، ثم شاركت في بطولة العالم لألعاب القوى لذوي الاحتياجات الخاصة 2015 التي أقيمت في مدينة الدوحة في قطر، وتمكنت فيها أيضًا من الحصول على الميدالية الفضية في منافسات رمي القرص للسيدات.
وفي العام التالي، شاركت فتحية عمايمية في دورة الألعاب البارالمبية الصيفية 2016 التي أقيمت في مدينة ريو دي جانيرو في البرازيل، وحصلت فيها على الميدالية البرونزية في منافسات رمي القرص للسيدات في الفئة إف 41، كما شاركت أيضًا في منافسات رمي الجلة للسيدات في نفس البطولة، واحتلت فيها المركز السادس. وفي عام 2019، حصلت فتحية عمايمية على المركز الثامن في منافسات رمي القرص للسيدات في بطولة العالم لألعاب القوى لذوي الاحتياجات الخاصة 2019 التي أقيمت في مدينة دبي في الإمارات العربية المتحدة. وفي عام 2023، توجت فتحية عمايمية بالميدالية الفضية في منافسات رمي القرص في الفئة إف 41 خلال ملتقى تونس الدولي لألعاب القوى. وفي عام 2023، شاركت فتحية عمايمية في ملتقى مراكش الدولي الجائزة الكبرى لألعاب القوى، واحتلت المركز الخامس في منافسات رمي القرص بعدما نفذت رمية لمسافة 27.24 متر.